# آلدو فان آیک
آلدو فان آیک (انگلیسی: Aldo van Eyck; ۱۶ مارس ۱۹۱۸ – ۱۴ ژانویهٔ ۱۹۹۹) یک معمار اهل هلند بود.
او یکی از تاثیرگذارترین پیش کسوتان جنبش ساختارگرایی در معماری بود. فان آیک از اعضای کنگره سیام و از پایه‌گزاران تیم ۱۰  به شمار می‌رود. 